# Jorge Campos
Pour les articles homonymes, voir Campos.
Jorge Campos Navarrete (surnommé El Brody ou Chiqui-Campos), né le 15 octobre 1966 à Acapulco, est un footballeur international mexicain. Très remarqué au cours des années 1990 du fait de son style vestimentaire excentrique, de son goût pour jouer le rôle d'attaquant et d'un style assez acrobatique. Malgré cela, il était un gardien d'un très bon niveau, compensant sa petite taille pour ce poste par une vivacité et une détente impressionnantes.

## Biographie
Dans la ligue mexicaine, Campos évolue à l'UNAM, le CF Atlante, le CD Cruz Azul, les Tigres UANL et le CF Puebla. Il joue également Major League Soccer entre 1996 et 1998, tout d'abord pour  le Galaxy de Los Angeles puis pour le Fire de Chicago. Étonnamment, Campos inscrit de nombreux buts pour ses équipes, dont 14 lors de la saison 1989-1990 pour UNAM. Mais depuis le début des années 1990, depuis qu'il évolue à un haut niveau, il se contente d'être gardien de but. De 1991 à 1995, il est élu « meilleur gardien de but » de la sélection mexicaine, faisant ainsi oublier son glorieux prédécesseur, Antonio Carbajal, détenteur du record de participations en phase finale de Coupe du monde. Il a aussi été nommé troisième meilleur gardien par la FIFA en 1993 et quatrième meilleur gardien dans la zone CONCACAF par l'IFFHS.
Bien qu'évoluant en tant que gardien de but, il commence sa carrière comme attaquant et il n'est pas rare de le retrouver en attaque quand son équipe est menée. Artiste sur le terrain, Campos est aussi un artiste dans la vie puisqu'il dessine lui-même les maillots aux couleurs fluo qu'il porte en rencontre. Il se rend célèbre dans le monde lors de la Coupe du monde de 1994 pendant laquelle il porte une combinaison maillot-short de couleurs rose, vert, jaune et rouge, tout cela en fluo.
À l'occasion de la finale de la Coupe des champions de la CONCACAF 1997, Jorge Campos affronte le CD Cruz Azul avec le Galaxy de Los Angeles en débutant la rencontre comme gardien de but avant de devenir attaquant pour la seconde période afin de combler un déficit d'un but. Il inscrit alors un but qui sera vain dans la conquête d'un titre qui échappera à la franchise californienne.

## Palmarès
Campos a disputé la Coupe du monde 1994 avec le Mexique, puis celle de 1998 (il n'a joué aucune minute lors de son ultime coupe du monde en 2002), engrangeant 130 sélections internationales. En sélection nationale, il remporte la Coupe des confédérations en 1999 et deux Gold Cup (1993 et 1996). Avec son club formateur des Pumas de la UNAM, il remporte le championnat mexicain en 1990-1991 après avoir soulevé le trophée de la Coupe des champions de la CONCACAF en 1989. Avec le CD Cruz Azul, il est vainqueur du tournoi d'hiver du championnat mexicain en 1997. L'année suivante, il est finaliste de la Coupe des champions de la CONCACAF 1997 avec le Galaxy de Los Angeles avant d'accomplir un double coupe-championnat en 1998 quand il remporte la Coupe MLS et la US Open Cup.